# Acryptolaria symmetrica
Acryptolaria symmetrica är en nässeldjursart som först beskrevs av Nutting 1905.  Acryptolaria symmetrica ingår i släktet Acryptolaria och familjen Lafoeidae. Inga underarter finns listade i Catalogue of Life.